# Éthologie humaine
L’éthologie humaine est une branche de l'éthologie, qui étudie les processus comportementaux de l'être humain envisagé en tant qu'espèce animale selon les préceptes de l'éthologie.

## Définition
L'éthologie humaine est l'étude biologique du comportement humain.

## Histoire
L'éthologie est née après les études scientifiques sur l'évolution, et plus particulièrement après les observations de Darwin. 
Elle devint une discipline scientifique distincte dans les années 1930 avec les zoologistes Konrad Lorenz et Niko Tinbergen. Ils rejetèrent les théories behavioristes qui ne reconnaissaient que les concepts de stimuli et l'apprentissage, pour développer celui d'instinct. Ils firent l'hypothèse que l'évolution avait doté les individus de capacités et de réponses innées à certains stimuli.
Ils reçurent, ainsi que l'éthologiste Karl von Frisch, le prix nobel 1973 pour les découvertes réalisées sur l'ensemble de leurs carrières.
Ces dernières années, l'éthologie a joué un grand rôle en sociobiologie et en psychologie évolutionnaire. Cette dernière discipline, récente, combine l'éthologie, la primatologie, l'anthropologie et d'autres champs afin d'étudier le comportement humain moderne en comparaison avec le comportement humain ancestral.